# 卡姆兰·沙赫苏瓦尔雷
卡姆兰·沙赫苏瓦尔雷（1992年12月6日—）来自哈萨克斯坦阿克托别，是一名代表阿塞拜疆参赛的男子拳击运动员。他的童年在阿克托别度过，10岁时，他在同学的推荐下开始接触拳击。他原本是哈萨克斯坦国籍，由于哈萨克斯坦国内竞争激烈，他于2013年归化至阿塞拜疆。2014年，他在阿塞拜疆锦标赛上夺冠，这是他归化后的首个全国冠军。